# Mittagessen

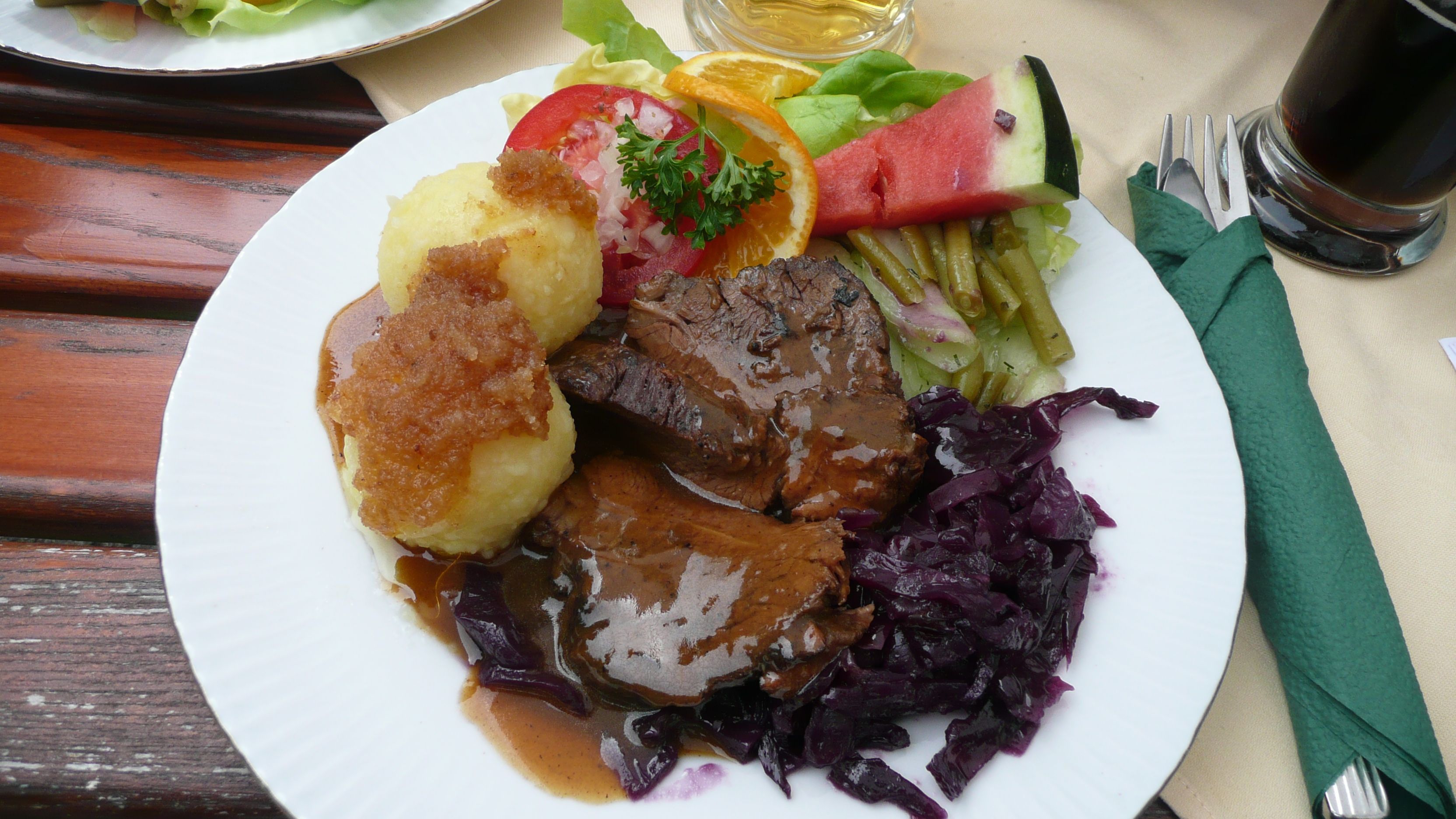
Sächsischer Sauerbraten

Als Mittagessen oder auch Mittagbrot (vor allem in einigen Regionen Ostdeutschlands gebräuchlich), auf Schweizerdeutsch und in österreichischem Deutsch auch als Zmittag oder veraltet Dejeuner, bezeichnet man eine in den Mittagsstunden eingenommene Mahlzeit beliebiger Art. Zeitpunkt und Umfang dieses Mittagsmahls sind von kulturellen Gepflogenheiten und individuellen Gewohnheiten geprägt.
Die warme, sättigende und oftmals fleischhaltige Hauptmahlzeit des Tages wird mit den dazugehörigen meist kalten Getränken in Deutschland, Österreich und der Schweiz zur Mittagszeit eingenommen, während am Abend als Abendessen eher eine kalte Speise üblich ist. In mediterranen Ländern wie Frankreich, Italien oder Spanien ist das warme Mittagessen die Hauptmahlzeit, wobei abends ebenfalls warm gegessen wird (zwei warme Mahlzeiten am Tag). Typisch für den englischsprachigen Raum – Vereinigtes Königreich, USA – und die davon beeinflussten Länder wie Australien und Kanada sowie für Skandinavien ist eine andere Struktur: Mittags Kleinigkeiten, Snacks oder ein kalter Imbiss (Lunch), das Abendessen ist dort oft die warme Hauptmahlzeit (Dinner).